# Pseudopleuronectes yokohamae
Pseudopleuronectes yokohamae is een straalvinnige vissensoort uit de familie van schollen (Pleuronectidae). De wetenschappelijke naam van de soort is voor het eerst geldig gepubliceerd in 1877 door Günther.